# Wrigley Field
Pour les articles homonymes, voir Wrigley.
Wrigley Field (auparavant Weeghman Park et Cubs Park, surnommé The Friendly Confines ou Cubs Park) est un stade de baseball situé dans le secteur de Lakeview à Chicago (Illinois, États-Unis), et siège dans un bloc délimité par Clark Street, Addison Street, Waveland Avenue et Sheffield Avenue. Le quartier entourant le stade contient des bars, des boutiques de souvenirs, des restaurants et est connu sous le nom de Wrigleyville.
C'est là qu'évoluent les Cubs de Chicago de la Ligue nationale en Ligue majeure de baseball depuis 1916. Avant d'emménager dans Soldier Field, les Bears de Chicago jouaient leurs matchs à domicile à Wrigley Field entre 1921 et 1970. Le bâtiment est surnommé The Friendly Confines, une expression popularisée par « Mr. Cub », Ernie Banks. Il a une capacité de 25 649 places et dispose de 63 loges pour les plus fortunés.
Le 100e anniversaire du premier match de baseball joué à Wrigley Field a eu lieu le 23 avril 2014 quand les Cubs ont accueilli les Diamondbacks de l'Arizona. Le stade fut inauguré en 1914 et accueillait au départ les Chicago Federals, ou Chi-Feds, un club de la Federal League.
Depuis 2004, le stade est inscrit sur la liste des bâtiments historiques des Chicago Landmarks (CL) par la ville de Chicago ainsi que sur celles des National Historic Landmarks (NHL) et du Registre national des lieux historiques (NRHP ; National Register of Historic Places) par le National Park Service depuis 2020. Le stade apparaît également dans le jeu vidéo Driver 2.
Dans un sondage de 2005, les lecteurs du Chicago Tribune ont élu Wrigley Field comme l'une des « sept merveilles de Chicago », derrière le lac Michigan, le métro de Chicago, la Willis Tower, la Water Tower, le musée des Sciences et de l'Industrie et l'université de Chicago.

## Histoire

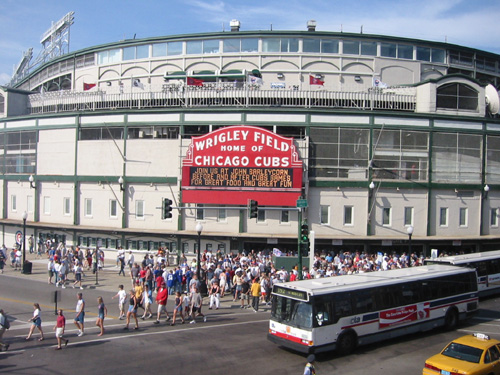
Entrée du Wrigley Field.

Aujourd'hui, presque toutes les équipes de la Ligue majeure de baseball possèdent ou veulent un nouveau stade ; pourtant les Cubs de Chicago continuent à jouer à Wrigley Field sans vouloir le remplacer.
Niché dans les rues de Chicago, Wrigley Field demeure l'un des plus anciens stades de baseball du pays. En 1914, Charles Weeghman décide d'édifier un nouveau terrain pour les Chicago Whales de la Federal League et veut le construire à l'angle des rues Clark et Addison. Initialement nommé Weeghman Park, le chantier du parc de 14 000 places débuta le 23 février 1914 et une cérémonie officielle eut lieu le 4 mars 1914. Il comportait un seul niveau de tribune, en forme de « V », avec des gradins en bois dans le hors-champ. L'érection du stade coûta 250 000 dollars et il fut inauguré le 23 avril 1914 lorsque les Whales jouèrent leur première partie à domicile contre les Kansas City Packers (victoire de Chicago, 9-1). Les dimensions originales du Weeghman Park étaient de 105,1 mètres (champ gauche), 134,1 m (champ central) et 108,5 m (champ droit). Ce fut le stade-domicile des Chicago Whales/Federals durant deux ans avant que la Federal League fasse faillite.
Une des autres équipes de Chicago, les Cubs, a joué au West Side Park jusqu'à ce que Charles Weeghman achète le club et le déménage dans son stade en 1916. Le premier match des Cubs de Chicago à Weeghman Park eut lieu le 20 avril 1916 avec une victoire sur les Reds de Cincinnati en 11 manches (score 7-6). En 1920, le Weeghman Park a été rebaptisé Cubs Park, et Weeghman vendit le club à William Wrigley Jr. Courant 1922-1923, le Cubs Park a subi plusieurs rénovations. D'autres rénovations ont été menées en 1937 : des gradins ont été ajoutés dans le hors-champ et le fameux tableau d'affichage manuel (8,2 par 22,8 mètres) a été placé derrière ces gradins, dans le champ central. L'élément le plus distinctif a été la plantation de lierre à la base du mur extérieur. L'éclairage du Wrigley Field devait à l'origine être installé pour la saison 1942. Cependant en raison de l'implication des États-Unis dans la Seconde Guerre mondiale et le bombardement de Pearl Harbor, Phil Wrigley fit don des lumières au gouvernement.

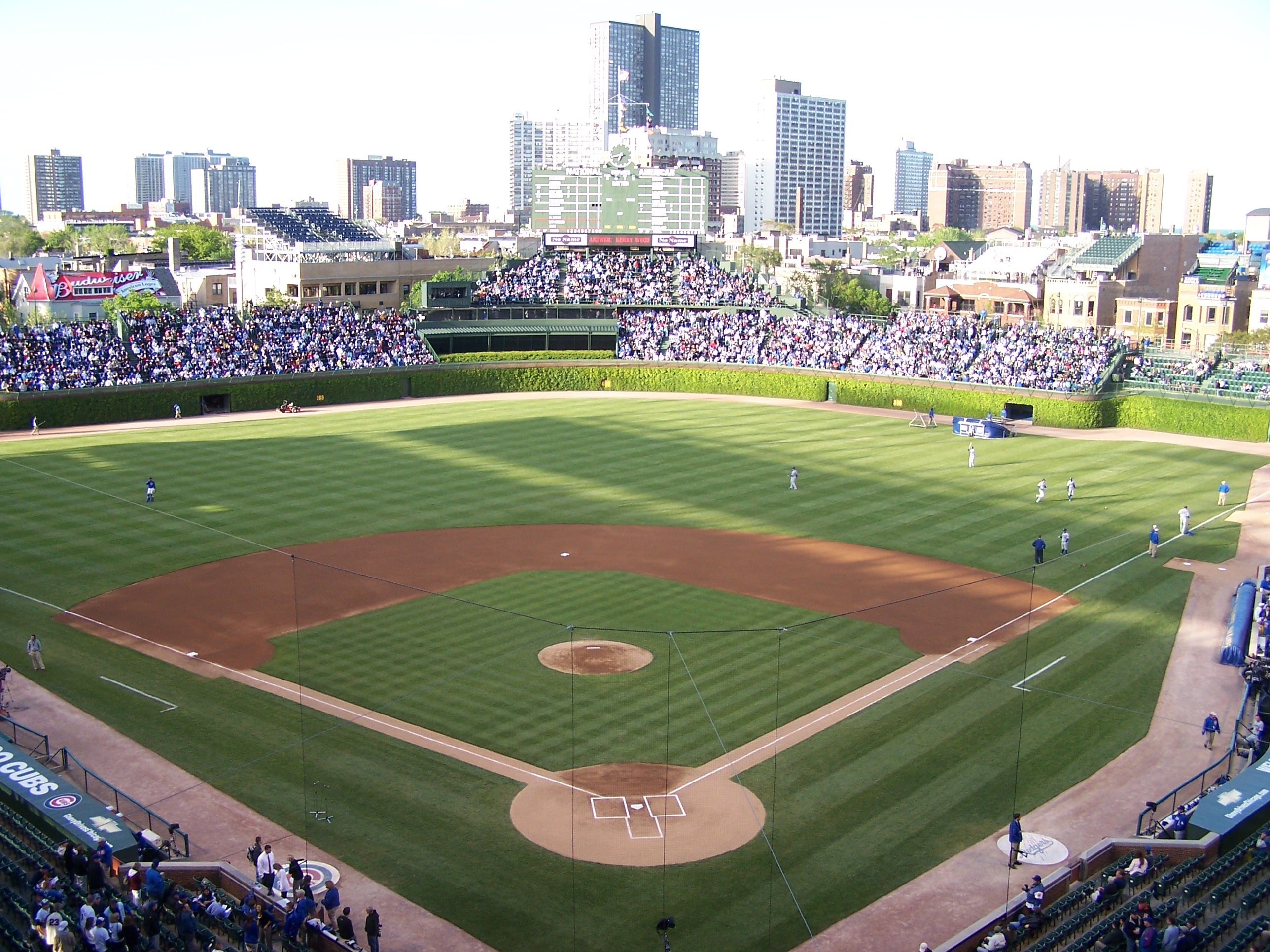
Wrigley Field en mai 2008.

Depuis les années 1940, Wrigley Field a peu changé. En 1982, un babillard électronique a été placé sous le tableau d'affichage du champ central. En 1981, la Tribune Media a acheté les Cubs et la compagnie a évoqué l'installation de lumières après la saison 1981. Toutefois, un groupe de supporters a lutté pour tenir le baseball nocturne à distance du Wrigley Field. Le 13 mai 1982, la législature de l'Illinois a fait du baseball de nuit une infraction s'il était joué dans un établissement qui n'avait pas organisé de sports nocturnes avant le 1er juillet 1982. En 1984, les Cubs évoluant alors dans les séries, la Ligue majeure de baseball menace l'équipe : si elle disputait les matchs d'après-saison à l'avenir, les jeux serait transférés dans un emplacement avec des lumières.
Le 23 février 1988, les Cubs ont finalement décidé d'installer des éclairages à Wrigley Field. Le premier jeu de nuit était prévu pour le 8 août 1988. Toutefois, le match fut arrêté pour cause de pluie après quatre manches, puis reporté au lendemain. En 1989, des loges (« private boxes ») ont été construites sur la mezzanine qui était à l'origine occupée par les stands de presse et de radiodiffusion, déplacés à l'étage supérieur directement derrière le marbre (« home plate »). Après la saison 2003, les Cubs ont ajouté 200 sièges directement derrière le marbre, mettant les premiers rangs de spectateurs encore plus près du terrain. Après la saison 2005, les Cubs ajoutèrent encore 1 800 sièges aux gradins, ceci portant la capacité totale à un peu plus de 25 000 places.
Quatre légendes des Cubs sont honorés par des statues à leur effigie sur le terrain du Wrigley Field : Ernie Banks, Billy Williams, le descripteur des matchs Harry Caray et, depuis août 2011, Ron Santo.
Wrigley Field a organisé trois matchs des étoiles de la Ligue majeure de baseball : en 1947, 1962 et 1990.

## Description

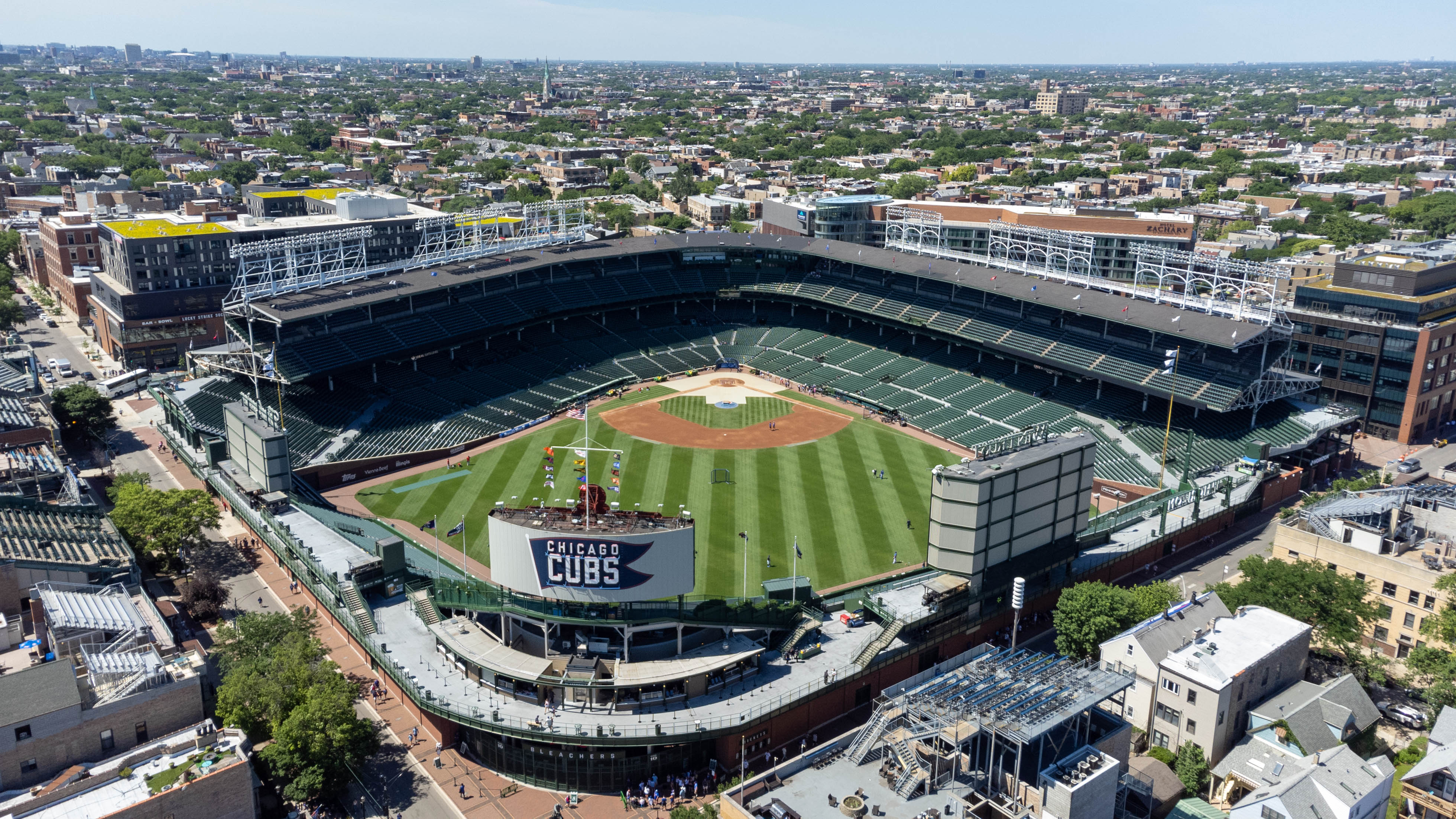
Vue aérienne sur le stade.

Aujourd'hui, Wrigley Field est le dernier stade datant de la Federal League encore debout et demeure l'un des plus vieux stades de baseball. Seul le Fenway Park des Red Sox de Boston, ouvert deux ans auparavant en 1912, est plus ancien. Le quartier autour de Wrigley Field, appelé Wrigleyville, est rempli de supporters des Cubs les jours de match. Les Ballhawks (littéralement, « faucons de balle », dans le sens de chasseurs à l'affût) sont des fans qui attendent sur l'avenue Waveland pour attraper les éventuelles balles de homeruns au cours du match. Des gradins sont situés sur les toits de certains bâtiments près du Wrigley Field. Le lierre couvre encore les murs en briques de l'extérieur et le tableau d'affichage est encore actionné manuellement. Des drapeaux au sommet du tableau d'affichage rappellent encore si oui ou non les Cubs ont gagné la veille, et où ils sont dans le classement.
Parce que l'enceinte est entourée par le quartier de Wrigleyville, le stationnement peut être très difficile pour les matchs. Il est recommandé aux supporters de prendre la ligne rouge de la Chicago Transit Authority (CTA) à la station d'Addison. Bien qu'il ait été le seul domicile des Cubs depuis de nombreuses années maintenant, Wrigley Field a abrité plus de rencontres de football américain que tout autre stade de la nation.

## Événements
- Séries mondiales, 1918, 1929, 1932, 1935, 1938, 1945 et 2016
- Match des étoiles de la Ligue majeure de baseball 1947, 8 juillet 1947
- 2e Match des étoiles de la Ligue majeure de baseball 1962, 30 juillet 1962
- Match des étoiles de la Ligue majeure de baseball 1990, 10 juillet 1990
- Classique hivernale de la LNH 2009, 1er janvier 2009
- Concert de Lady Gaga le 25 août 2017 pour sa tournée The Joanne World Tour
- Concert le 31 juillet et 1 août 2011 de Paul McCartney lors de la tournée On The Run, ayant le record de présence de 84 000 personnes lors du premier soir

## Dimensions
- Left Field (Champ gauche) - 355 pieds (108,2 mètres)
- Left-Center - 368 ' (112,1 m)
- Center Field (Champ central) - 400 ' (121,9 m)
- Right-Center - 368 ' (112,1 m)
- Right Field (Champ droit) - 353 ' (107,5 m)
- Backstop - 60' (18,2 m)

## Galerie d'images

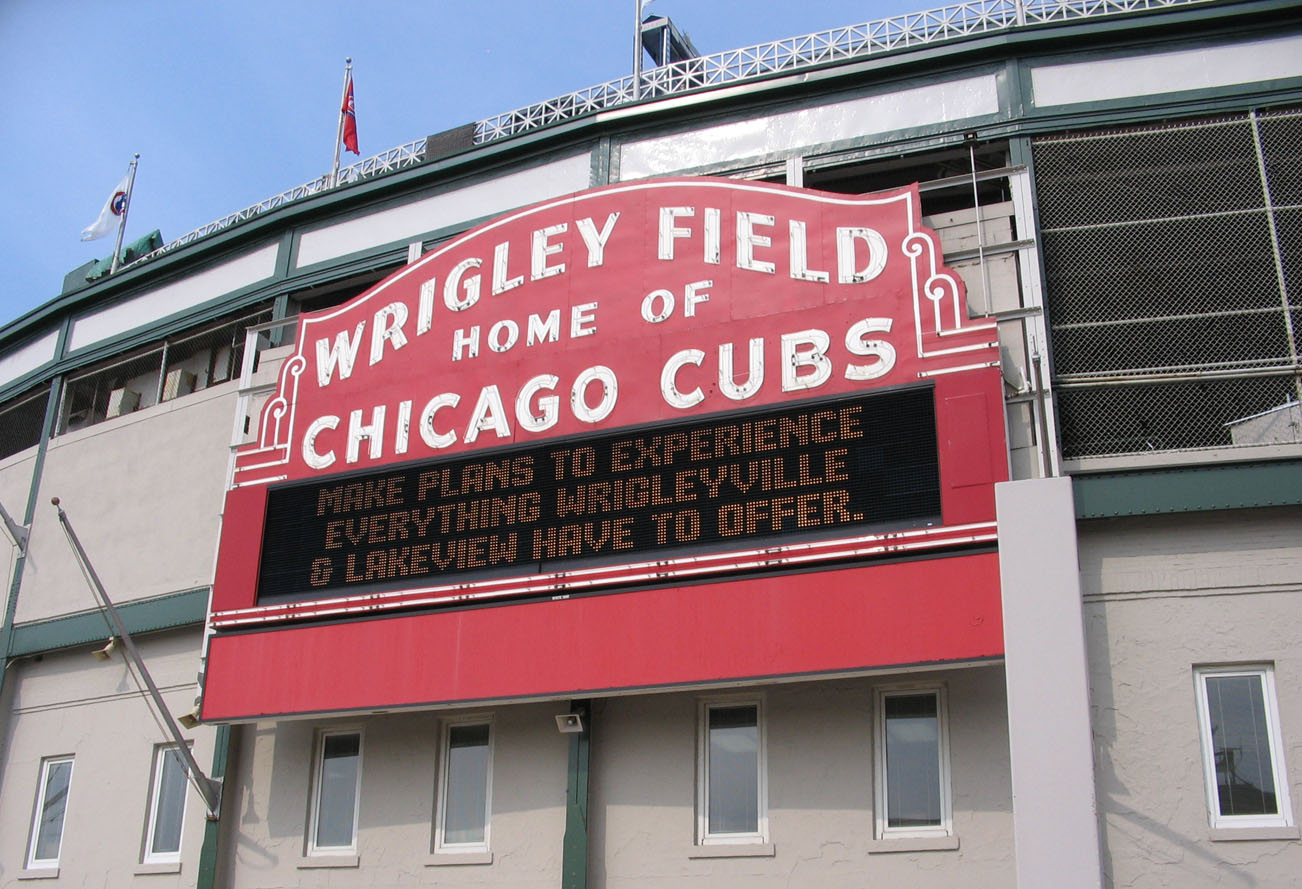
Affichage extérieur
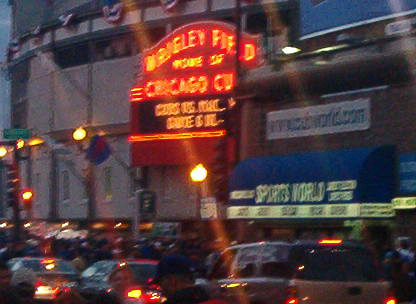
Le panneau extérieur de nuit, un jour de match
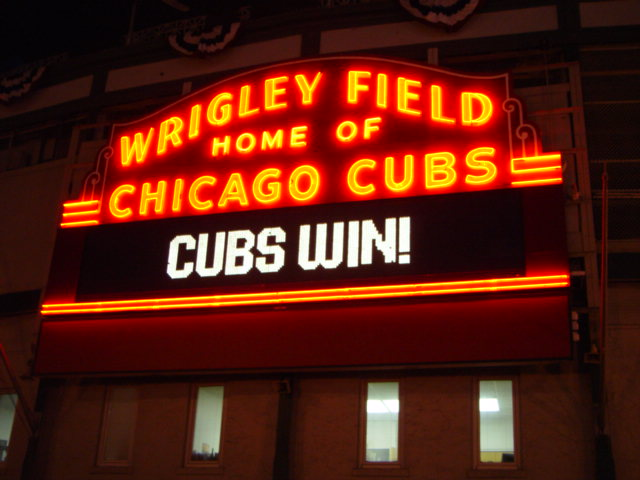
Victoire des Cubs
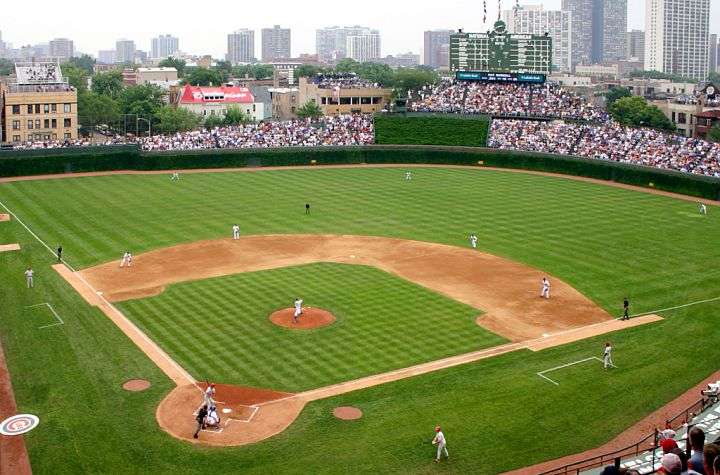
Vue intérieure
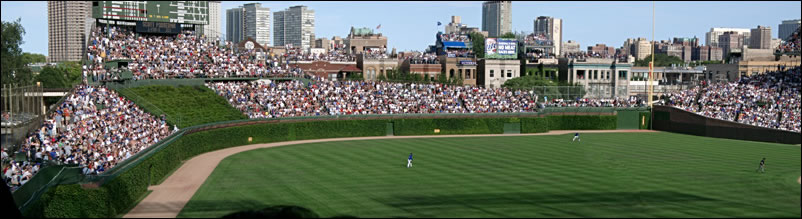
Panorama
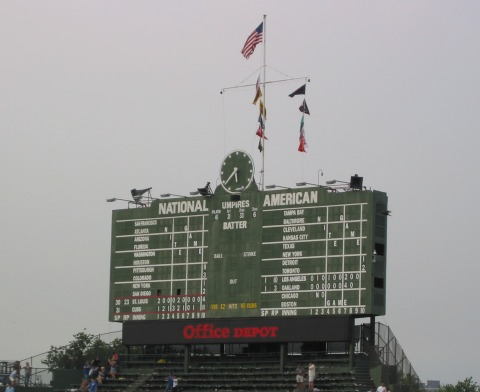
Tableau d'affichage
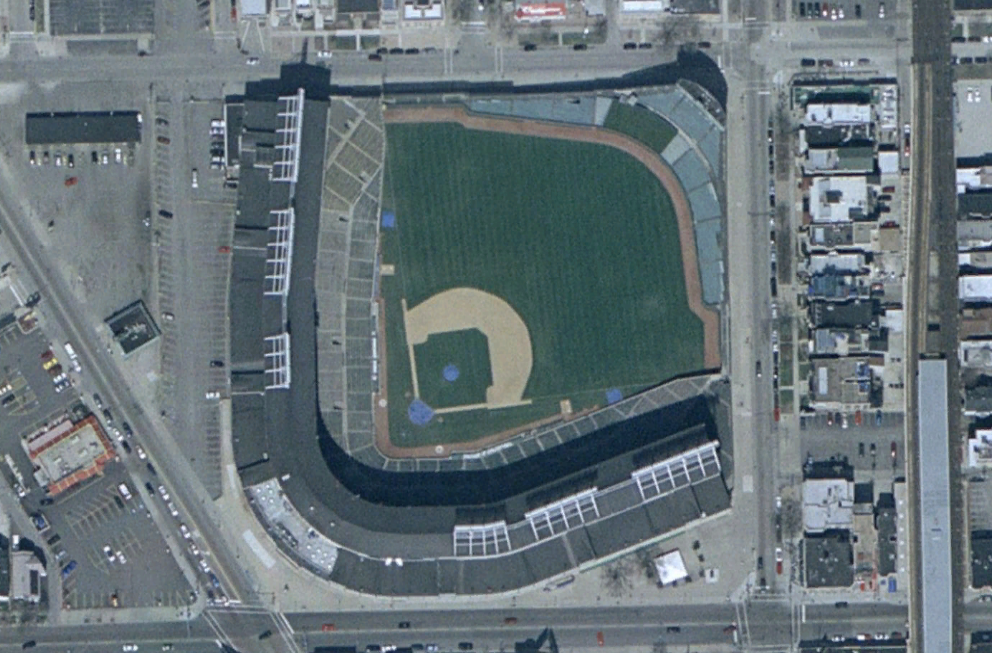
Image satellite
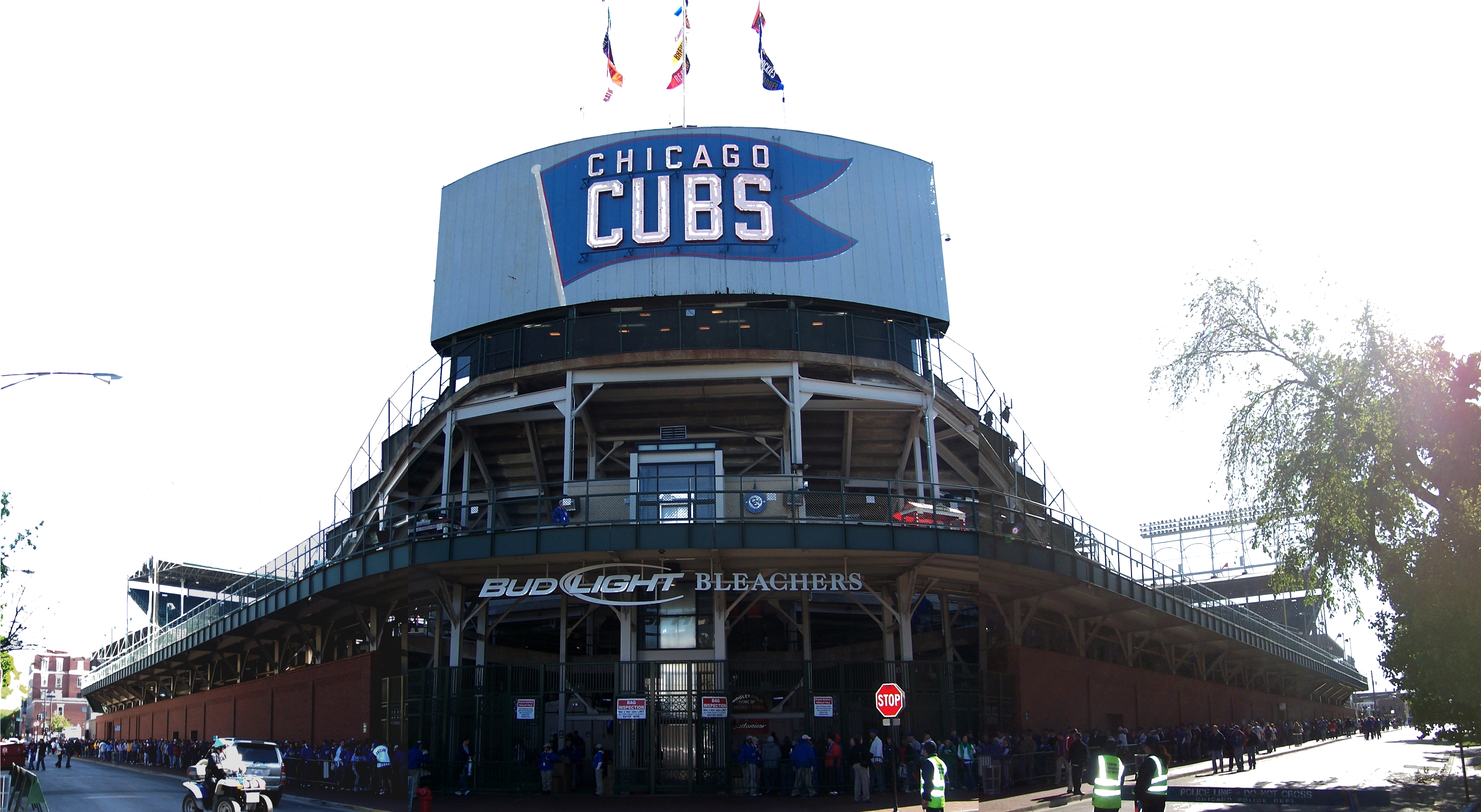
À l'extérieur du stade avant le match
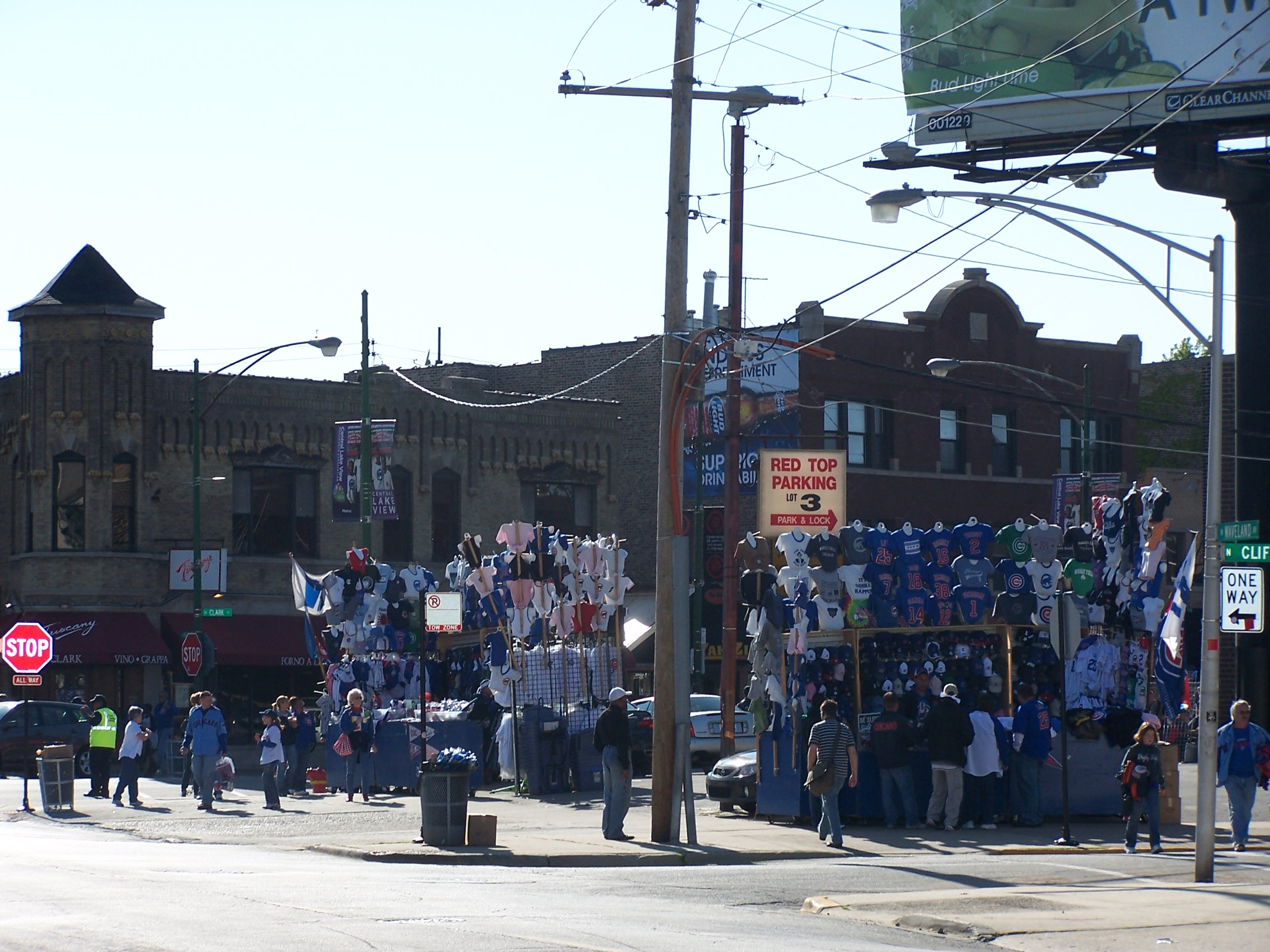
boutiques aux abords du stade
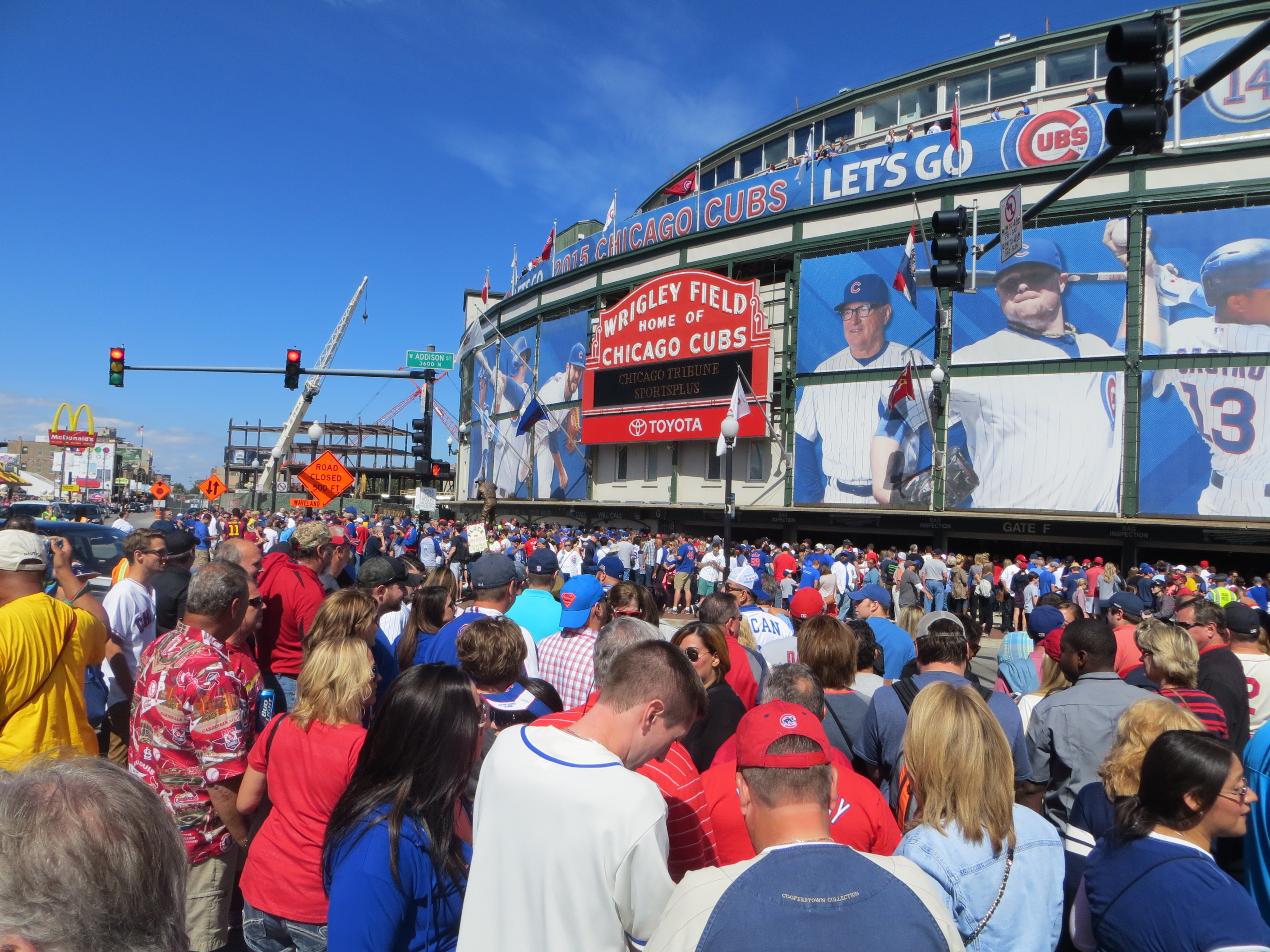
Jour de match (en 2015)
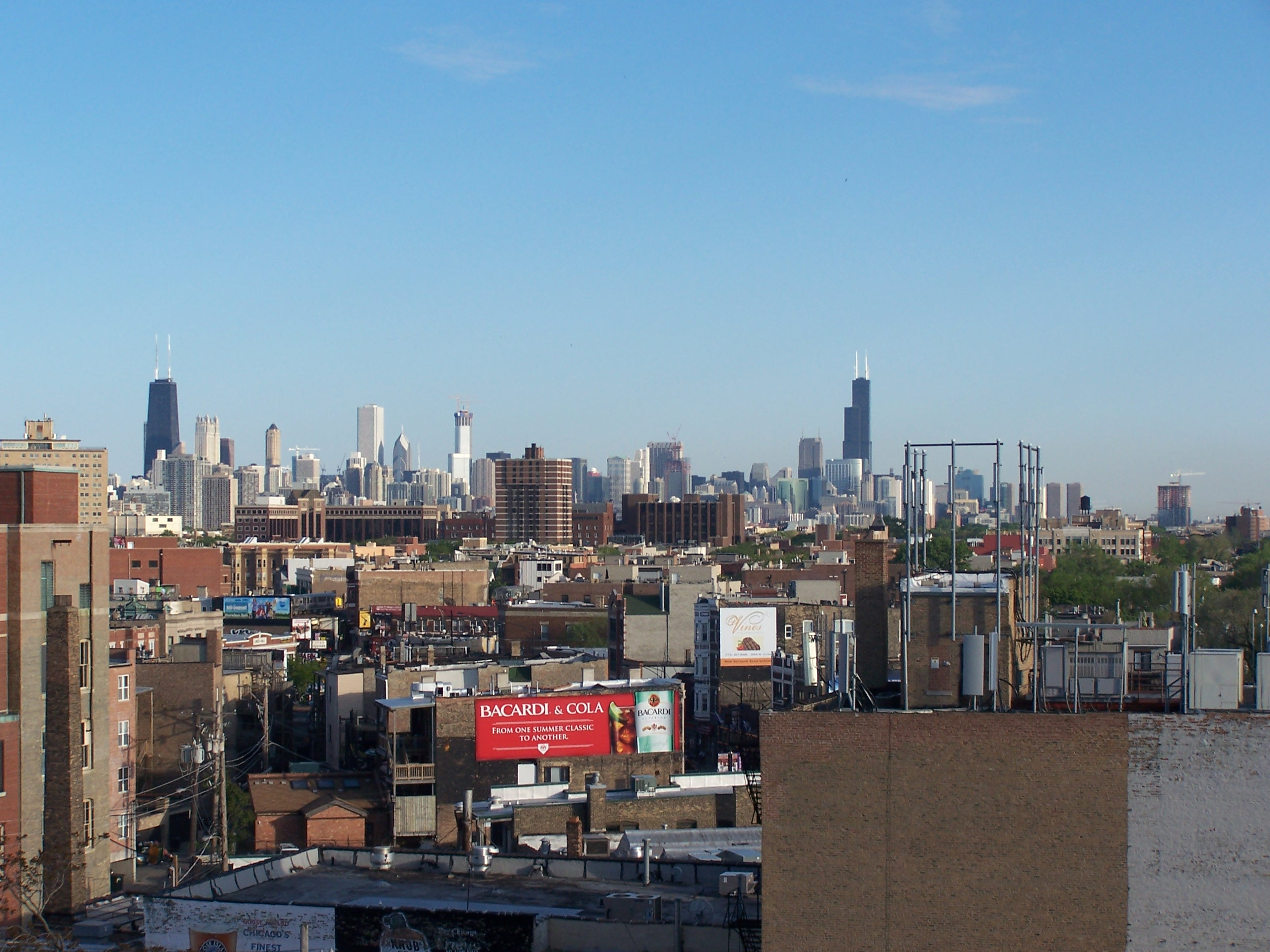
Vue de Chicago depuis Wrigley Field
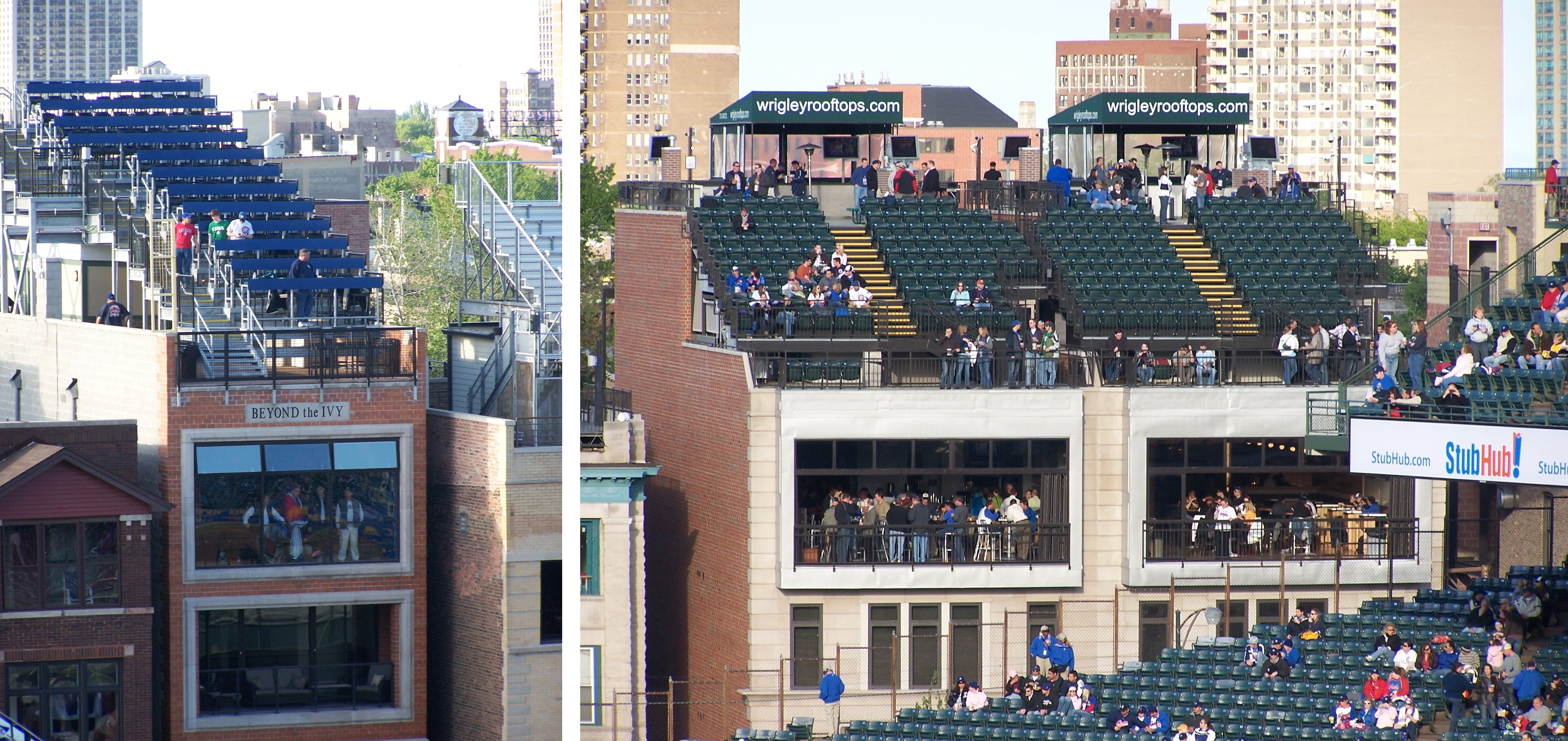
Tribunes sur les toits à Wrigley Field
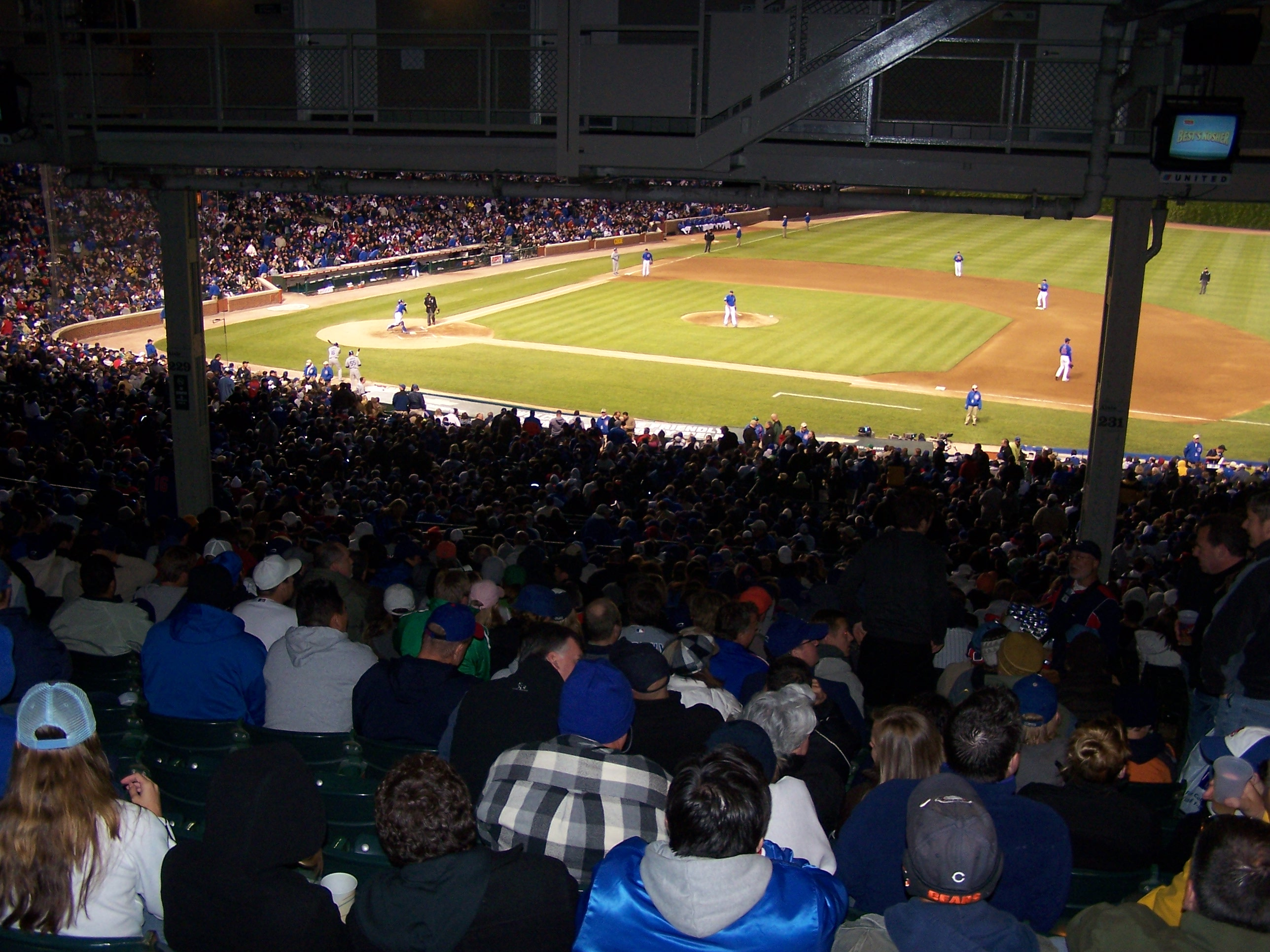
Vue de l'intérieur
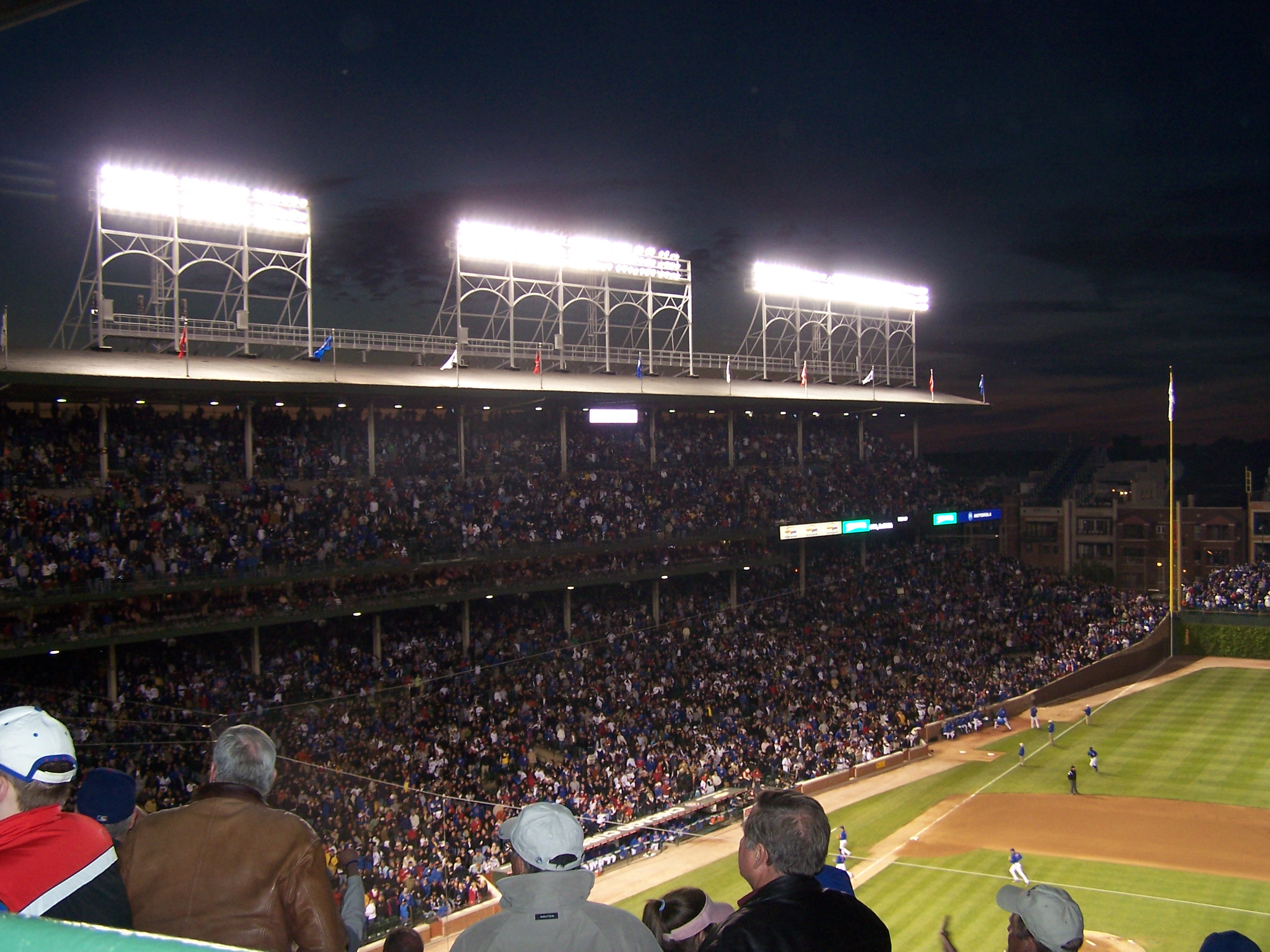
Éclairage du Wrigley Field
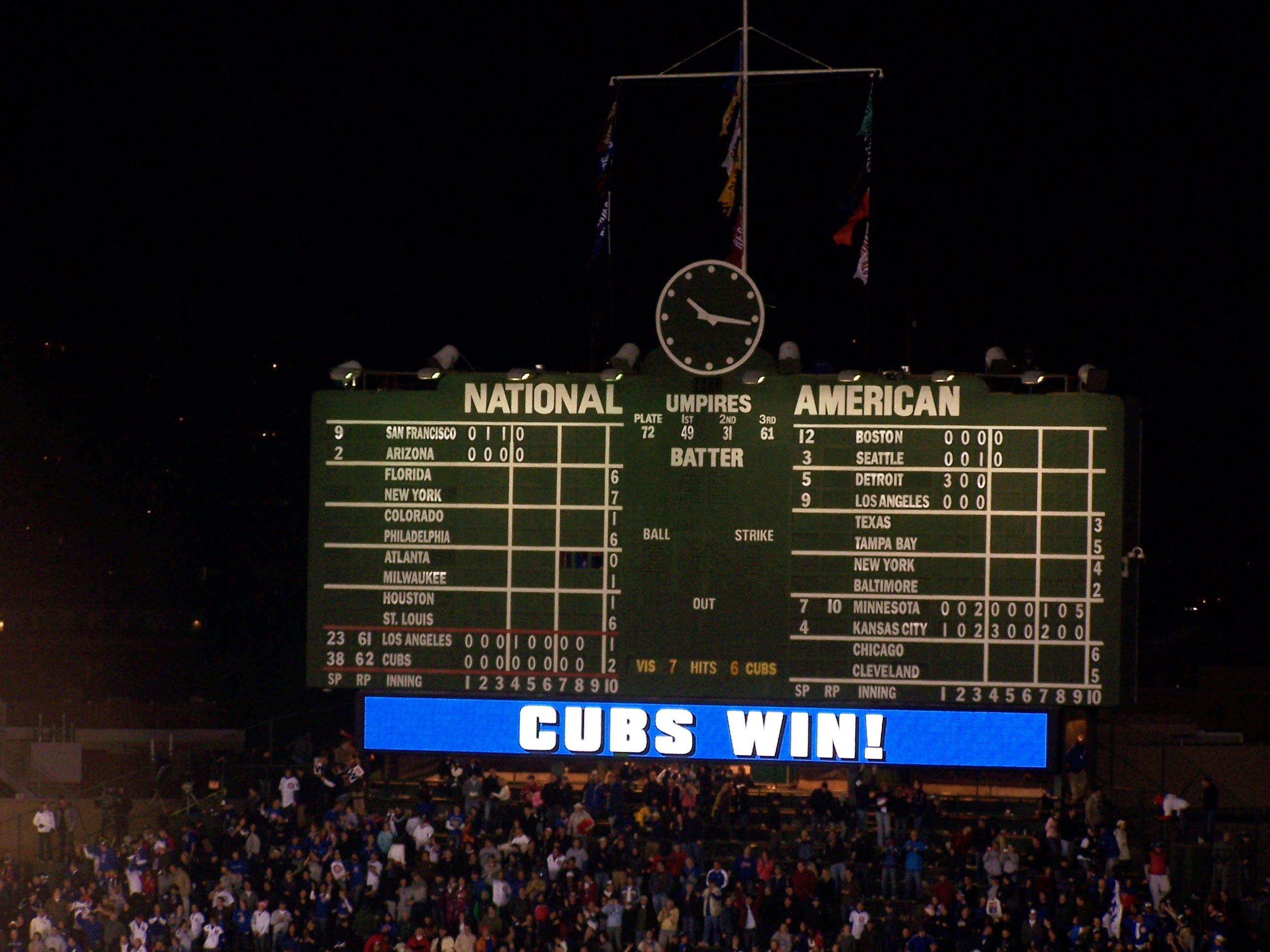
Panneau d'affichage de nuit

## Dans la culture populaire
- Le stade Wrigley Field est apparu dans de nombreux films populaires tels que Les Blues Brothers (1980) et La Folle Journée de Ferris Bueller (1986).
- Il est aussi mentionné dans plusieurs films tels que Kong : Skull Island (2018)